# Hrabstwo Lawrence (Alabama)

Piramida wieku hrabstwa

Lawrence – hrabstwo w stanie Alabama w USA. Populacja liczy 34 339 mieszkańców (stan według spisu z 2010 roku).
Powierzchnia hrabstwa to 1860 km² (w tym 64 km² stanowią wody). Gęstość zaludnienia wynosi 19 osób/km². 
Na terenie hrabstwa urodził się Jesse Owens, czterokrotny złoty medalista olimpijski.

## Miejscowości
- Courtland
- Hatton (CDP)
- Hillsboro
- Moulton
- North Courtland
- Town Creek